# Старочамзінське сільське поселення
Староча́мзінське сільське поселення (рос. Старочамзинское сельское поселение) — муніципальне утворення у складі Великоігнатовського району Мордовії, Росія. Адміністративний центр — село Старе Чамзіно.

## Історія
Станом на 2002 рік існували Атяшевська сільська рада (село Атяшево), Спаська сільська рада (села Аржадеєво, Моревка, Спаське) та Старочамзінська сільська рада (село Старе Чамзіно, селище Комунар).
26 травня 2014 року було ліквідоване Атяшевське сільське поселення, його територія увійшла до складу Спаського сільського поселення.
19 травня 2020 року було ліквідовано Спаське сільське поселення, його територія увійшла до складу Старочамзіського сільського поселення.

## Населення
Населення — 1065 осіб (2019, 1288 у 2010, 1460 у 2002).

## Склад
До складу поселення входять такі населені пункти:
| Населений пункт     | Населення, осіб (2002) | Населення, осіб (2010) |
| ------------------- | ---------------------- | ---------------------- |
| Аржадеєво, село     | 202                    | 176                    |
| Атяшево, село       | 334                    | 266                    |
| Комунар, селище     | 10                     | 9                      |
| Моревка, село       | 139                    | 111                    |
| Спаське, село       | 280                    | 233                    |
| Старе Чамзіно, село | 495                    | 493                    |